# Омати (город)
О́мати  (яп. 大町市 О:мати-си) — город, расположенный на севере префектуры Нагано, Япония. Этот город был использован в качестве места действия для аниме Onegai Teacher и Onegai Twins, где знаковым местом также являлось озеро Кидзаки. Площадь города составляет 564,99 км², население — 28 440 человек (1 августа 2014), плотность населения — 50,34 чел./км².
Основной отраслью экономики является туризм.

## История
Территория современного Омати была частью древней провинции Синано. Этот район был частью владений домена Мацумото в период Эдо. Современный город Омати был основан с созданием системы муниципалитетов 1 апреля 1889 года. 1 июля 1954 года он объединился с соседними деревнями Тайра, Токива и Ясиро, образовав город Омати. 1 января 2006 года деревни Миаса и Ясака (оба из района Китаазуми) были также присоединены к Омати.

## География
Омати расположен к западу от Нагано, столицы префектуры Нагано, в районе префектуры Дайхоку (大北地域, Дайхоку-чиики). 3000-метровые северные Японские Альпы (или горы Хида) находятся к западу от города, а горы высотой около 1000 метров образуют восточную границу. Река Такасе протекает через город, который расположен в северной части бассейнеМацумото.

## Администрация
Омати имеет форму правления, подразумевающую наличие мэра и советов с прямым выборным Мэром и Однопалатным городским законодательным органом в 16 мест. Город имеет место только на одного члена в Собрание префектуры Нагано. С точки зрения национальной политики, Омати группируется с Мацумото, Адзумино, районом Хигасикума, районом Китаадзуми, районом Камиминочи, чтобы сформировать 2-й округ в нижней палате Национального Сейма.

## Города-побратимы
Омати породнён с двумя городами:
- Инсбрук, Австрия;
- Мендота-Сити, США.